# سيد الطيب
سيد الطيب (1956 -) هو ممثل ومقاول مصري، اشتراك بالتمثيل في عدد من الأعمال الفنية والدرامية.

## حياته ونشأته
ولد بالقاهرة سنة 1956، انفصلت والداته عن أبيه وهو في عمر العامان، وكان أخيه رضيع، وكان أبيه دون العشرين عام، وقام بتربيته هو وأخيه، عاش عمره دون رؤيتها، وكانت أول مرة يذهب لزيارتها وهو في عمر 52 عاما.

## مسيرته
دخل إلي عالم التمثيل وبالأخص الأعمال الدرامية التلفزيونية سنة 1988، وتميز بأدوار الشر، أبتعد عن التمثيل منذ سنة 2019، لفترة تقارب الخمس سنوات، مشيراً إلي أن مهنة الفن أصبحت لا يكفي لإشباع المعيشية، لذلك قرر أن يتجه للعمل في المقاولات والعقارات حتى يزيد من مصدر دخله.

## أعماله[10]
بابا المجال 2023 - مسلسل
كرار
ولد الغلابة 2019 - مسلسل
سلسال الدم ج5
2018 - مسلسل
أبو سريع
فوق السحاب
2018 - مسلسل
سنقر
تصبح على خير
2017 - فيلم
ضياء - زوج عزة
سلسال الدم ج4
2017 - مسلسل
أبو سريع
سلسال الدم ج3
2016 - مسلسل
أبو سريع
دنيا جديدة
2015 - مسلسل
سلسال الدم ج2
2015 - مسلسل
أبو سريع
من الجاني؟
2015 - مسلسل
/ ضيف ح4
ولاد رزق
2015 - فيلم
الأسطي مكرم
ولي العهد
2015 - مسلسل
البيت
2014 - مسلسل
الحكر
2014 - مسلسل
العملية مسي
2014 - مسلسل
أنا عشقت
2014 - مسلسل
تفاحة آدم
2014 - مسلسل
شارع عبدالعزيز 2
2014 - مسلسل
طلعت
فيفا أطاطا
2014 - مسلسل
بائع السيوف
قلوب
2014 - مسلسل
محمد الشوبكي منتج سينمائى
آدم وجميلة
2013 - مسلسل
عاطف المقاول
الرجل العنّاب
2013 - مسلسل
الركين
2013 - مسلسل
الشك
2013 - مسلسل
العراف
2013 - مسلسل
الحاج عبدالغفور
الكبير أوي ج3
2013 - مسلسل
أهل الهوى
2013 - مسلسل
بدون ذكر أسماء
2013 - مسلسل
زعيم المساجين
جوز ماما ج3
2013 - مسلسل
حاميها وحراميها
2013 - مسلسل
الحمار
خيبر
2013 - مسلسل
سلسال الدم ج1
2013 - مسلسل
أبو سريع
قبل الربيع
2013 - فيلم
مزاج الخير
2013 - مسلسل
موجة حارة
2013 - مسلسل
نقطة ضعف
2013 - مسلسل
نكدب لو قلنا مابنحبش
2013 - مسلسل
أشجار النار
2012 - مسلسل
نوفل
البلطجي
2012 - مسلسل
البنسيون
2012 - مسلسل - سيت كوم
الخواجة عبدالقادر
2012 - مسلسل
الصفعة
2012 - مسلسل
النار والطين
2012 - مسلسل
الهروب
2012 - مسلسل
الهلالي سلالم
2012 - مسلسل - سيت كوم
بفعل فاعل
2012 - مسلسل
خرم إبرة
2012 - مسلسل
ربيع الغضب
2012 - مسلسل
كاريوكا
2012 - مسلسل
أبو المعاطي
مغامرات لومة والمعلم سلومة
2012 - مسلسل
همي همك ج4
2012 - مسلسل
المواطن إكس
2011 - مسلسل
شارع عبدالعزيز
2011 - مسلسل
طلعت
عبدالله كل مرة
2011 - مسلسل - سيت كوم
كيد النسا ج1
2011 - مسلسل
مسيو رمضان مبروك أبو العلمين حمودة
2011 - مسلسل
مكتوب على الجبين
2011 - مسلسل
نور مريم
2011 - مسلسل
وادي الملوك
2011 - مسلسل
أزمة سكر
2010 - مسلسل
الجماعة ج1
2010 - مسلسل
السائرون نياما
2010 - مسلسل
الفوريجي
2010 - مسلسل
اللمبي 8 جيجا
2010 - فيلم
من أولاد أبوحديدة
بابا نور
2010 - مسلسل
بره الدنيا
2010 - مسلسل
بنتين من مصر
2010 - فيلم
ضابط أمن الدولة
رحيل مع الشمس
2010 - مسلسل
زهرة وأزواجها الخمسة
2010 - مسلسل
سقوط الخلافة
2010 - مسلسل
سي عمر وليلى أفندي
2010 - مسلسل
شيخ العرب همام (آخر ملوك الصعيد)
2010 - مسلسل
مذكرات سيئة السمعة
2010 - مسلسل
أدرينالين
2009 - فيلم
بواب محمود ابو الليل
إسماعيل يس (أبو ضحكة جنان)
2009 - مسلسل
أفراح إبليس ج1
2009 - مسلسل
الأدهم
2009 - مسلسل
الباطنية
2009 - مسلسل
البوابة الثانية
2009 - مسلسل
الدنيا لونها بمبي
2009 - مسلسل
الرجل والطريق
2009 - مسلسل
المصراوية ج2: في الريف والبنادر
2009 - مسلسل
بيت العيلة ج1
2009 - مسلسل - سيت كوم
جنة ونار
2009 - مسلسل
حدف بحر
2009 - مسلسل
حكايات البنات
2009 - مسلسل
صياد اليمام
2009 - فيلم
عصابة بابا وماما
2009 - مسلسل
فؤش الجيل
2009 - مسلسل - سيت كوم
كريمة .. كريمة
2009 - مسلسل
ليالي
2009 - مسلسل
ليلة جواز بهية
2009 - مسلسل - سباعية
نساء لا تعرف الندم
2009 - مسلسل
واحد صفر
2009 - فيلم
يوميات ونيس وأحفاده ج6
2009 - مسلسل
سيد
العارف بالله الإمام عبدالحليم محمود
2008 - مسلسل
العنكبوت
2008 - مسلسل
الفاضي يعمل إيه
2008 - مسلسل
أيام الرعب والحب
2008 - مسلسل
جريمة على الساحل الشمالي
2008 - مسلسل
دموع القمر
2008 - مسلسل
دموع في حضن الجبل
2008 - مسلسل
راسين في الحلال
2008 - مسلسل - سيت كوم
رسائل من رجل ميت
2008 - مسلسل
قبلات مسروقة
2008 - فيلم
كافيه تشينو
2008 - مسلسل - سيت كوم
ناصر
2008 - مسلسل
أصعب قرار
2007 - مسلسل
الجزيرة
2007 - فيلم
الدالي ج1
2007 - مسلسل
الشبح
2007 - فيلم
الفريسة والصياد
2007 - مسلسل
الملك فاروق
2007 - مسلسل
أنا مش معاهم
2007 - فيلم
مراقب اللجنة
آيات وحكايات
2007 - مسلسل
حاسبوا منه
2007 - مسلسل
حق مشروع
2007 - مسلسل
حمد الله على السلامة
2007 - مسلسل
خليك في حالك
2007 - فيلم
زلطة
رجل غني .. فقير جداً
2007 - مسلسل
ساعة عصاري
2007 - مسلسل
شرخ في جدار العمر
2007 - مسلسل
عفاريت مراتي
2007 - مسلسل - فوازير
عمارة يعقوبيان
2007 - مسلسل
عيون ورماد
2007 - مسلسل
غريب الدار
2007 - مسلسل
قلب امرأة
2007 - مسلسل
يتربى في عزو
2007 - مسلسل
امن السينما
أشباح المدينة
2006 - مسلسل
الإمام المراغي
2006 - مسلسل
العزبة
2006 - مسلسل
القاهرة ٢٠٠٠
2006 - مسلسل
القاهره ترحب بكم
2006 - مسلسل
اللي اختشوا ماتوا
2006 - مسلسل
حضرة المتهم أبي
2006 - مسلسل
سوق الخضار
2006 - مسلسل
لا أحد ينام في الإسكندرية
2006 - مسلسل
نصر السماء
2006 - مسلسل
التوبة
2005 - مسلسل
الرقص مع الزهور
2005 - مسلسل
المنصورية
2005 - مسلسل
طائر الحب
2005 - مسلسل
طعمية بالكافيار
2005 - مسلسل - سيت كوم
علمني الحب
2005 - فيلم
ضابط القسم
علي سبايسي
2005 - فيلم
بطاطا
عواصف النساء
2005 - مسلسل
كارنتينا
2005 - مسلسل
ينابيع العشق
2005 - مسلسل
ابناء الامجد
2004 - مسلسل
الإمام النسائي
2004 - مسلسل
القاهرة منفلوط والعكس
2004 - مسلسل
امرأة من نار
2004 - مسلسل
أهل الرحمة
2004 - مسلسل
أوراق مصرية ج3
2004 - مسلسل
مدير السجن
بطة وأخواتها
2004 - مسلسل
حدث في الهرم
2004 - مسلسل
يا ورد مين يشتريك
2004 - مسلسل
الليل وآخره
2003 - مسلسل
أنوار الحكمة
2003 - مسلسل
بين شطين ومية / تحت الريح
2003 - مسلسل
ثورة الحريم
2003 - مسلسل
ديل السمكة
2003 - فيلم
رحلة العمر
2003 - مسلسل
شمس يوم جديد
2003 - مسلسل
غداً يوم آخر
2003 - مسلسل
قمر سبتمبر
2003 - مسلسل
مسألة مبدأ
2003 - مسلسل
الجبال حين تنهار
2002 - مسلسل
الساحر
2002 - فيلم
إمام الدعاة
2002 - مسلسل
إنسى اللي فات يا فرحات
2002 - مسلسل
انظر حولك وابتسم
2002 - مسلسل
بلد المحبوب
2002 - مسلسل
حرس سلاح
2002 - مسلسل
حلم ابن السبيل
2002 - مسلسل
يحيا العدل
2002 - مسلسل
ابن ماجة القزويني
2001 - مسلسل
إحنا أصحاب المطار
2001 - فيلم
ضابط
أسوار الظلم
2001 - مسلسل
النساء قادمون
2001 - مسلسل
البائع في محل لعب الاطفال
آمال وأقدار
2001 - مسلسل
بنات أفكاري
2001 - مسلسل
تلال الغضب
2001 - مسلسل
سوق العصر
2001 - مسلسل
عائلة الحاج متولي
2001 - مسلسل
عكاشة
عصفور تحت المطر
2001 - مسلسل
نجوم في سماء الحضارة الإسلامية
2001 - مسلسل
الفرار من الحب
2000 - مسلسل
الفسطاط
2000 - مسلسل
النمس
2000 - فيلم
أوان الورد
2000 - مسلسل
أوبرا عايدة
2000 - مسلسل
منعم
دنيا عجب
2000 - مسلسل
سوق المتعة
2000 - فيلم
عندما تثور النساء
2000 - مسلسل
فل الفل
2000 - فيلم
قط وفار فايف ستار
2000 - مسلسل
ليلة مقتل العمدة
2000 - مسلسل
يمين طلاق
2000 - فيلم
الرجل الآخر
1999 - مسلسل
قهوجي
الليث بن سعد
1999 - مسلسل
تهديد
1999 - فيلم
حارة برجوان
1999 - مسلسل
حرث الدنيا
1999 - مسلسل
زنكلوني
لعبة كل يوم
1999 - مسلسل
الأب
1998 - مسلسل
الإمام الترمذي
1998 - مسلسل
الجانب الآخر
1998 - مسلسل
السيرة العاشورية: الحرافيش ج1
1998 - مسلسل
حب تحت الحراسة
1998 - مسلسل
نحن لا نزرع الشوك
1998 - مسلسل
وادي فيران
1998 - مسلسل
وتمضي الأيام
1998 - مسلسل
الحاوي
1997 - مسلسل
الحصاد المر
1997 - مسلسل
الدنيا وما فيها
1997 - مسلسل
القضاء في الإسلام ج7
1997 - مسلسل
حلم الجنوبي
1997 - مسلسل
عباسية واحد
1997 - مسلسل
من المناصرة
أبو العلا ٩٠
1996 - مسلسل
علاء
الوتد
1996 - مسلسل
حكايات من حارتنا
1995 - مسلسل
ليالي الغضب
1993 - مسلسل
الماضي يأتي غدًا
1989 - مسلسل
ألوان
0 - سهرة تليفزيونية
حلم العمر
0 - مسلسل
رزق بياع الترمس
0 - سهرة تليفزيونية
طريق الهدى
0 - برنامج
عباد الرحمن
0 - مسلسل
عدالة السماء
0 - سهرة تليفزيونية
محاكمة عيدان القصب
0 - سهرة تليفزيونية
مشوار سلامة
0 - مسلسل